# Atopophrynus syntomopus
Genre
Espèce
Statut de conservation UICN

 CR B1ab(iii)+2ab(iii) : 
En danger critique
Atopophrynus syntomopus, unique représentant du genre Atopophrynus, est une espèce d'amphibiens de la famille des Craugastoridae.

## Répartition
Cette espèce est endémique du département d'Antioquia en Colombie. Elle se rencontre dans les environs de la municipalité de Sonsón, à environ 2 780 m d'altitude dans la cordillère Centrale.

## Habitat
Sa zone d'occupation de 10 km2 voit la dégradation de son habitat ce qui la classe parmi les espèces en danger critique d'extinction.

## Description
La femelle holotype mesure 19,3 mm.

## Étymologie
Le nom de ce genre vient du grec atopos, étrange ou déplacé, et du grec phrynos, le crapaud.

## Publication originale
- Lynch & Ruíz-Carranza, 1982 : A new genus and species of poison dart frog (Amphibia: Dendrobatidae) from the Andes of northern Colombia. Proceedings of the Biological Society of Washington, vol. 95, no 3, p. 557-562 (texte intégral).